# David Rygl
David Rygl (* 13. Juni 2005) ist ein tschechischer Skispringer.

## Werdegang
Seine ersten internationalen Starts hatte David Rygl im Sommer 2017 bei einem Jugendwettkampf in Ruhpolding. Anfang 2019 debütierte er mit einem 22. Platz in Kandersteg im Alpencup, weitere Punkte gelangen ihm dort jedoch vorerst nicht mehr. Bei seinem FIS-Cup Debüt im Sommer 2021 in Otepää sprang er zweimal in die Punkteränge und nahm deshalb im gleichen Sommer am Skisprung-Continental-Cup in Frenstat teil, wo er jedoch erfolglos war. Bei den Juniorenweltmeisterschaften 2022 in Zakopane wurde er im Einzel 44. und im Team 7. In der Saison 2022/23 holte er mit einem 10. Platz in Liberec zum ersten Mal seit 2019 wieder Alpencuppunkte und auch sein bestes Ergebnis in dieser Wettkampfserie. Auch im FIS-Cup konnte er Punkte holen und er trat auch im Continental-Cup an.
Rygl nahm Anfang 2023 am Europäischen Olympischen Winterjugendfestival (27. im Einzel, Fünfter im Team) und den Juniorenweltmeisterschaften in Whistler (41. im Einzel, Achter im Team) teil.
Seinen ersten Auftritt auf Seniorenniveau hatte er bei den Europaspielen 2023, wo er 41. von der Großschanze, 39. von der Normalschanze und Neunter im Mixed-Team wurde.